# Territorio del Missouri
Il Territorio del Missouri (in inglese Territory of Missouri) è stato un territorio organizzato degli Stati Uniti d'America ottenuto dagli stessi dopo la vendita della Louisiana da parte di Napoleone I. Esistette dal 4 giugno 1812 al 10 agosto 1821.
Dopo l'acquisizione della Louisiana francese, il governo statunitense divise questo vasto territorio in due parti lungo il 33º parallelo. Il Nord, con il nome di Territorio della Louisiana, e il Sud, con il nome di Territorio di Orleans.
Il 4 giugno 1812 il "Territorio della Louisiana" venne chiamato "Territorio del Missouri" in modo da non essere confuso con il nuovo Stato della Louisiana, che aderì all'Unione lo stesso anno.
Nella Convenzione del 1818 con i britannici si fissò definitivamente il confine con il Canada a nord lungo il 49º parallelo, dal Lago dei Boschi alle Montagne Rocciose.
Nel 1819 il Territorio dell'Arkansas fu separato dal Territorio del Missouri.
Il 10 agosto 1821 si separò lo Stato del Missouri e il restante territorio divenne territorio non-organizzato, includendo la regione geografica degli attuali stati di Iowa, Nord Dakota, Sud Dakota e Minnesota. La parte a oriente del fiume Missouri venne annessa al Territorio del Michigan.